# Blepephaeus irregularis
Blepephaeus irregularis es una especie de escarabajo longicornio del género Blepephaeus, subfamilia Lamiinae. Fue descrita científicamente por Heller en 1915.
Se distribuye por Filipinas. Mide 18-23 milímetros de longitud. El período de vuelo ocurre en el mes de abril.